# Calea ferată forestieră Covasna–Comandău

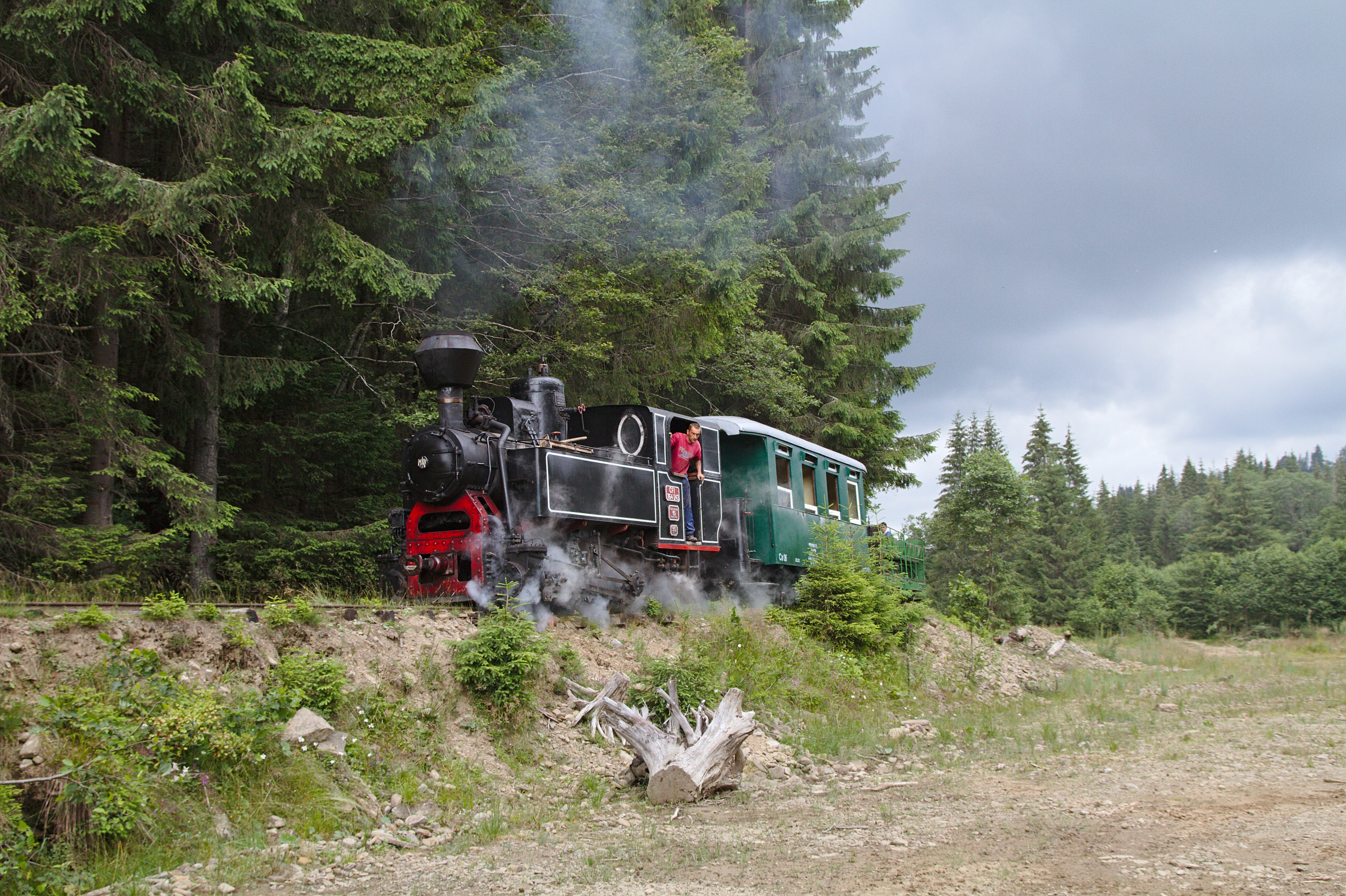
Trenul turistic în partea inferioară (zona Valea Zânelor), 2013

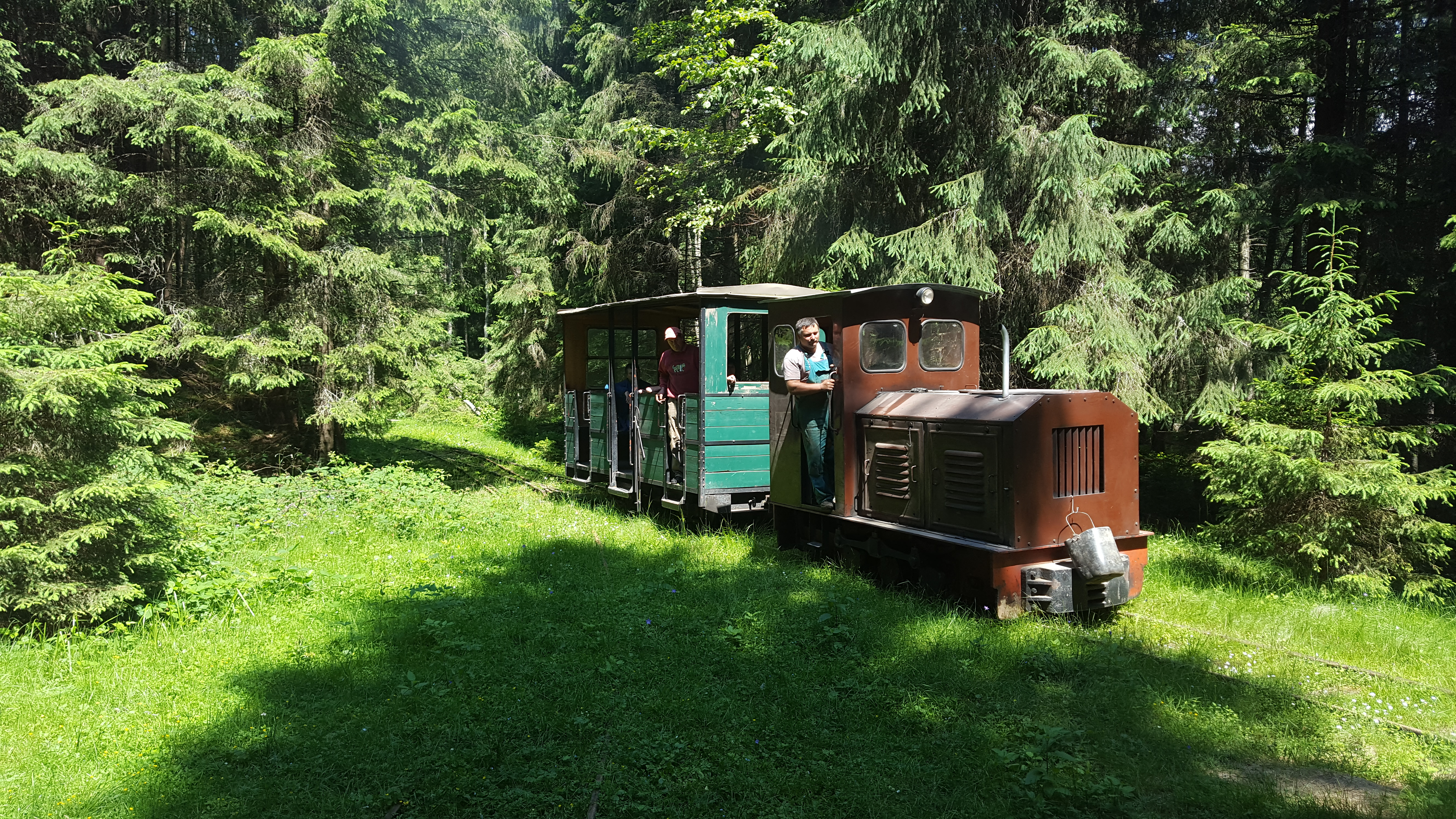
Trenul turistic în partea superioară (zona Comandău), 2018

Calea ferată forestieră Covasna–Comandău este o cale ferată cu ecartament îngust (760 mm) ce a fost construită în perioada 1889-1891.  A fost prima cale ferată forestieră construită pe teritoriul actual al României care a utilizat șine metalice și locomotive cu aburi.  
Aceasta a fost utilizată din 1892 până în 1999 pentru transportarea materialului lemnos din Munții Brețcului și zona vestică și centrală a Munților Vrancei (Munții Lăcăuți–Goru, Munții Furu, Munții Zboina Frumoasă) către gara Covasna (depozitul central). Împreună cu extensiile ulterioare a constituit un sistem de căi ferate forestiere in lungime de 118,3 km, care a funcționat pentru mai bine de un secol la fosta graniță a Imperiului Austro-Ungar cu Regatul României (și apoi în cadrul României). În prezent doar o mică porțiune a acestui traseu este exploatată în scop turistic, în zona  Valea Zânelor (stațiunea Covasna).  
Acest sistem de căi ferate forestiere este cunoscut în special datorită utilizării planurilor înclinate (funicularelor), instalații tehnice inovatoare pentru sfârșitul secolului al XIX-lea.  

## Istoric

Harta cu CFF Covasna–Comandău spre Nehoiu (parțial)

În jurul anului 1870 proprietarul uriașului domeniu forestier din zona Comandăului actual (la acea vreme parte a Austro-Ungariei) era baronul Gyula Zathureczky. Acesta a vândut în 1882 drepturile de exploatare a circa 9000 ha de pădure lui Dávid Horn, un om de afaceri din Pesta, care a înființat o primă fabrică de cherestea la Gyula (Gyulafalva, loc denumit după proprietar). Gaterul funcționa pe bază de electricitate, Gyula devenind a doua localitate de pe teritoriul actual al României complet electrificată.
O a doua fabrică a fost inaugurată la 17 octombrie 1889 pe un amplasament situat la la 6,6 km nord-vest de Gyula (prin relocarea celei dintâi), pe locul ce urma să devină localitatea Comandău. Este notabil faptul că aici funcționase până în 1848 compania secuiască de grăniceri, de unde și numele „Grenzkommando” (comandamentul de graniță). Colonia a crescut rapid la peste 1000 de locuitori aparținând a nouă etnii; s-au înființat școli, spitale și un cazinou.
Construirea liniei de legătură până la gara Covasna a fost începută în 1891, pe baza „autorizației nr. 73.053 a Ministrului regal maghiar al comerțului în vederea realizării căii ferate de ecartament îngust Terret-Covasna” semnate de către Baross Gábor.
După doi ani, din rațiuni financiare, Dávid Horn și asociații au fost nevoiți să transfere concesiunea către „Societatea Anonimă Ardeleană pentru Industrie Forestieră” (Erdélyi Erdőipari részvénytársaság, E.E. Rt., înființată în anul 1890) - „Ardeleana”. Acesta era proprietate a lui Zadig Grödl (Zadik Groedel), provenit din Maramureș, dar stabilit în Bavaria. Inițial sub conducerea sa, apoi a fiilor acestuia (Hermann, Bernath și Albert, numiți „Baronnen von Gyulafalva und Bogdán” de către Împăratul Franz Joseph al Austriei în 1905), societatea a prosperat până la marea criză economică. Pentru rezolvarea problemelor legale, o societate similară („Societatea Anonimă Română pentru Industria Forestieră” - „Năruja”) a fost înființată în Regatul României. De asemenea, societățile române „Frăția” (operațională pe Valea Nărujei) și „Arif” (operațională pe Valea Zăbalei) au colaborat îndeaproape cu „Ardeleana”, preferând să trimită buștenii mai curând la Covasna decât către Focșani. Astfel, exploatarea forestieră și activitățile de transport asociate s-au extins adânc în Regatul României, exploatându-se un sistem de căi ferate forestiere ce însumau 118,3 km, după cum urmează:   

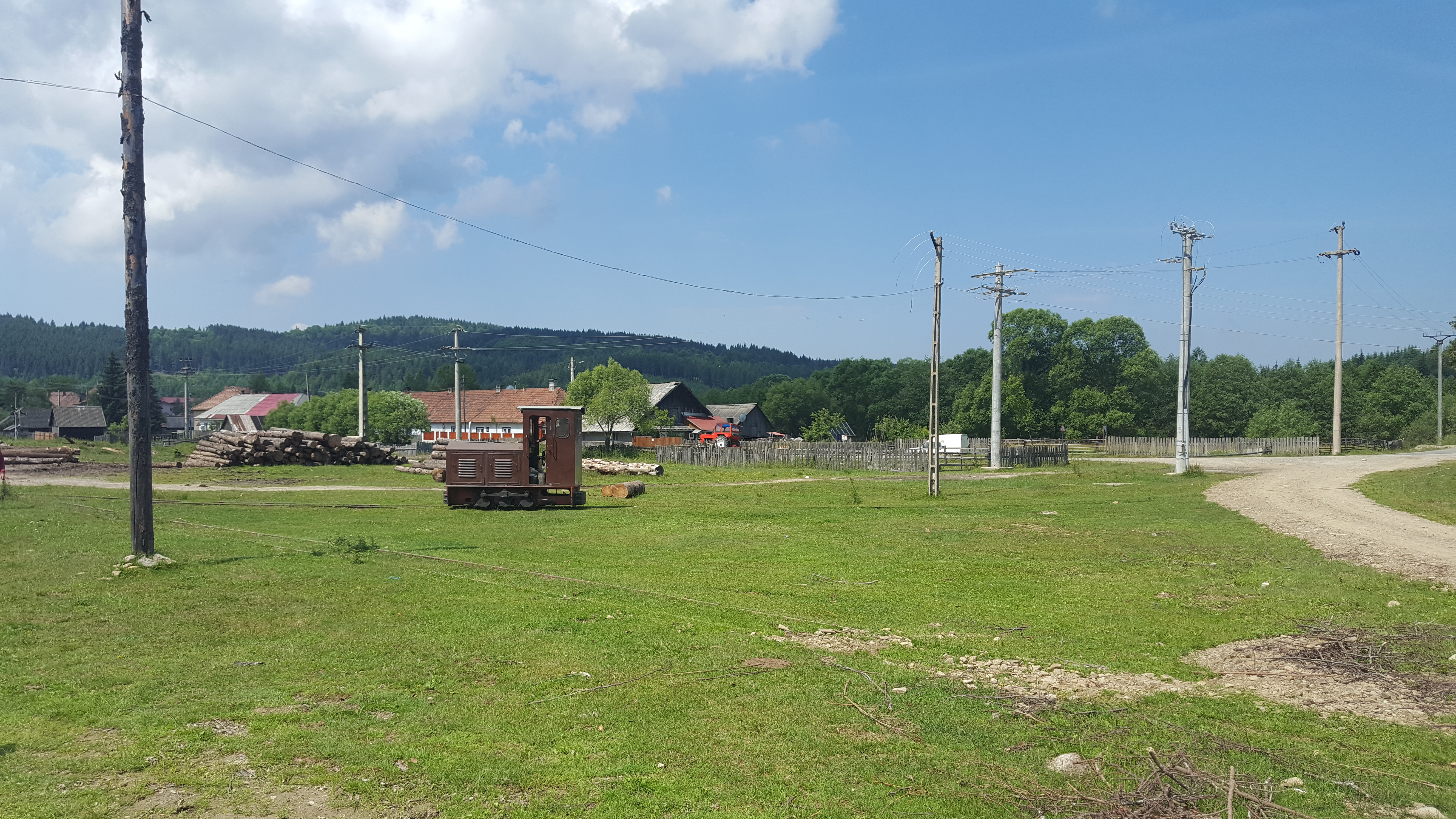
Zonă de manevră în partea superioară (Comandău), 2018

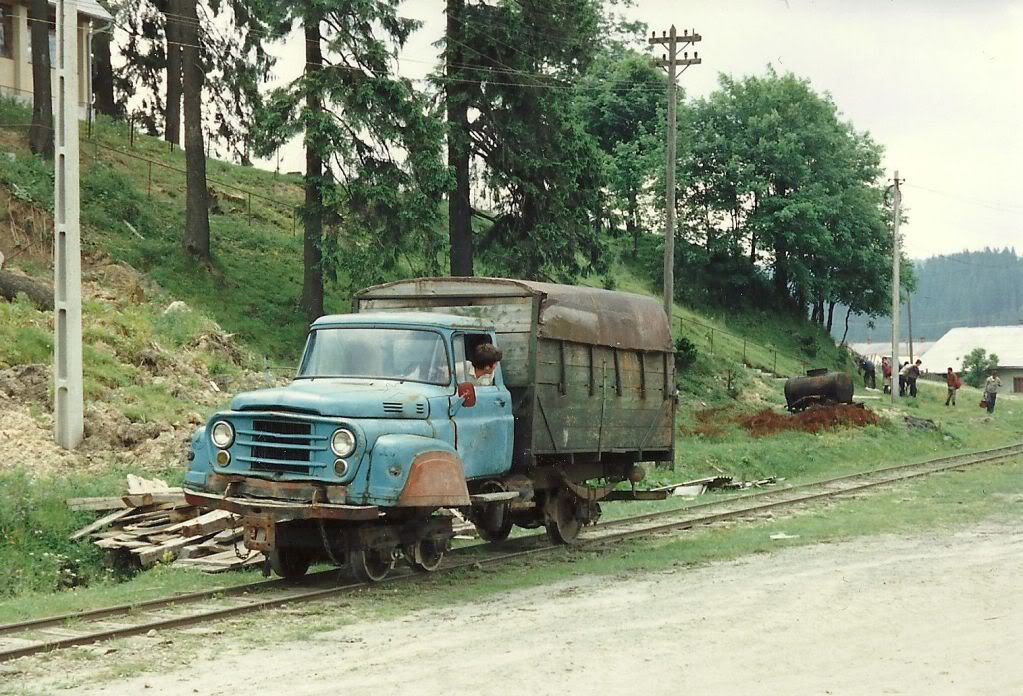
Drezină construită dintr-un camion Carpați, Comandău, 1994

- Gara Covasna-Planul înclinat (Șiclău)-Comandău (1889-1891), cu lungimea de 21,2 km
- Comandău-Păpăuți (1891-1895), cu lungimea de 18,0 km
- Ramificația Pădurea Zagon (1891-1895), cu lungimea de 4,0 km
- Comandău-Mica (1890-1892), cu lungimea de 18,8 km
- Mica-Valea Bâsca Mare-C.F.F. Nehoiu (1920), cu lungimea de 5,2 km
- Iancău-Reitec (1934-1935), cu lungimea de 4,5 km
- Gyula-Ghiurca (1934-1935), cu lungimea de 5,4 km
- Comandău-Valea Bâsca Mică-C.F.F. Nehoiu (1920), cu lungimea de 19,0 km
- Holom-Benedec-Nereju (1890 – 1895), cu lungimea de 22,2 km

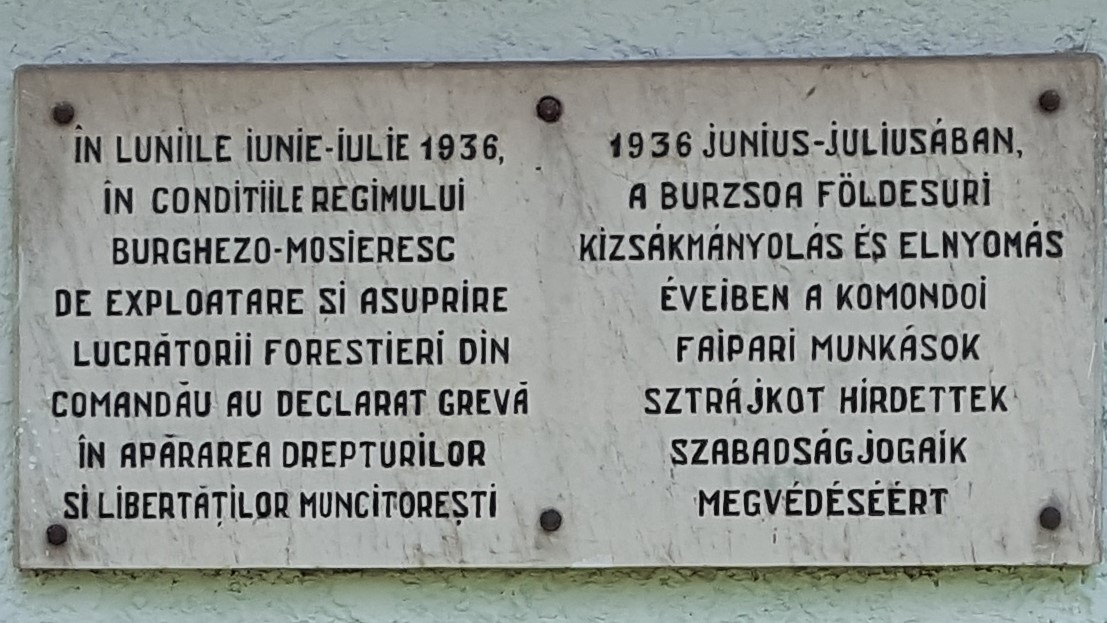
Placă bilingvă dezvelită în memoria grevei din 1936 a muncitorilor din Comandău

Problemele financiare începute odată cu criza economică interbelică au fost însoțite și de probleme legate de concurență. Astfel, teritoriul „Ardeleanei” a fost „invadat” de către o firmă ce a construit o cale ferată de acces de la Brateș la Comandău, evitând șiclăul. În vara anului 1936 a avut loc o grevă a lucrătorilor forestieri din Comandău, în vederea obținerii de drepturi și libertăți pentru muncitori.   
Decăderea a continuat în timpul celui de-al Doilea Război Mondial (scindarea teritorială decisă prin dictatul de la Viena a împărțit fizic teritoriile exploatate de fabrica de cherestea) și a perioadei comuniste. După naționalizare, fabrica de la Comandău a devenit subunitatea firmelor de stat cu sediul în diferite locații. Astfel, a aparținut - pe rând - de Brașov, Nehoiu, Ploiești și Târgu Mureș. Cum pădurile nu mai erau la fel de bogate, calea ferată era pusă în funcțiune din ce în de mai rar începând cu anii '60. În 1980, doar 30 km din calea ferata de odinioară mai era în exploatare.  

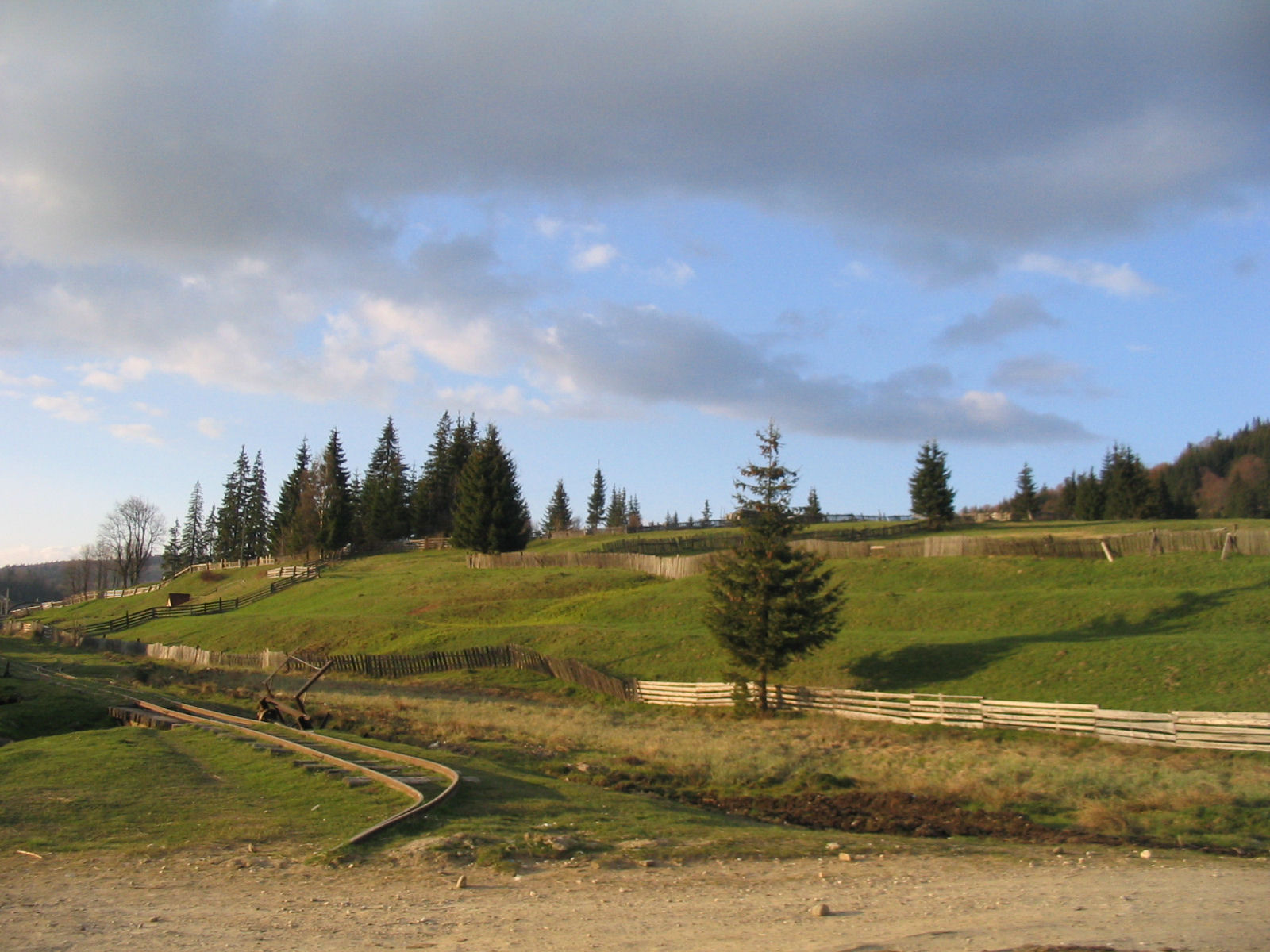
Situația căii de rulare în zona superioară (Comandău), mai 2006

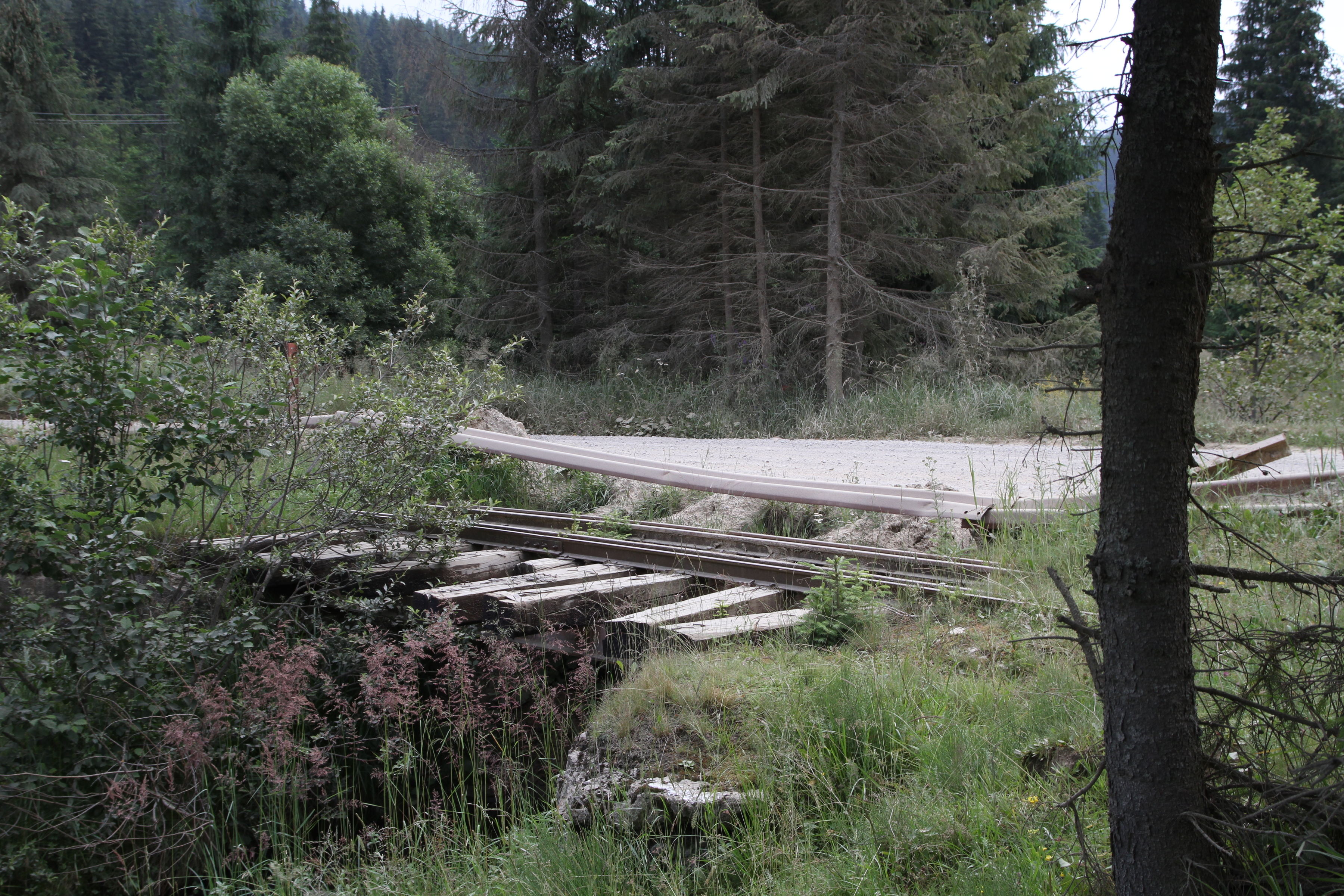
Pod de cale ferată abandonat în zona superioară (Comandău), mai 2013

În urma schimbărilor politice care au urmat anului 1989, majoritatea pădurilor au devenit proprietate privată, proprietarii preferând să transporte materialul lemnos cu ajutorul camioanelor (multe dintre acestea plecând - în mod natural - către gaterele din Vrancea și Buzău). Acest fapt, împreună cu distrugerile suferite de către calea de rulare ca urmare a inundațiilor repetate, a incendiilor și a cutremurelor, a condus la nerentabilizarea transportului prin intermediul căii ferate. În plus, fabrica de la Comandău (redenumită Brafor S.A. și cu sediul aflat la Brașov, ca urmare a restructurărilor de după 1990) a lucrat în pierdere și - după o încercare nereușită de privatizare în 2004 - a intrat în lichidare. Practic, fabrica de la Comandău a fost oprită la 17 octombrie 1999, ora 10 a.m., la exact 110 ani de la inaugurarea sa. 
În prezent, o porțiune de circa 3-4 km din calea ferată (Hotel Bradul-Subșiclău/baza planului înclinat) este utilizată pentru activități de agrement; în anul 2018 s-a început revitalizarea liniei în zona satului Comandău prin aducerea de material rulant.

## Planurile înclinate

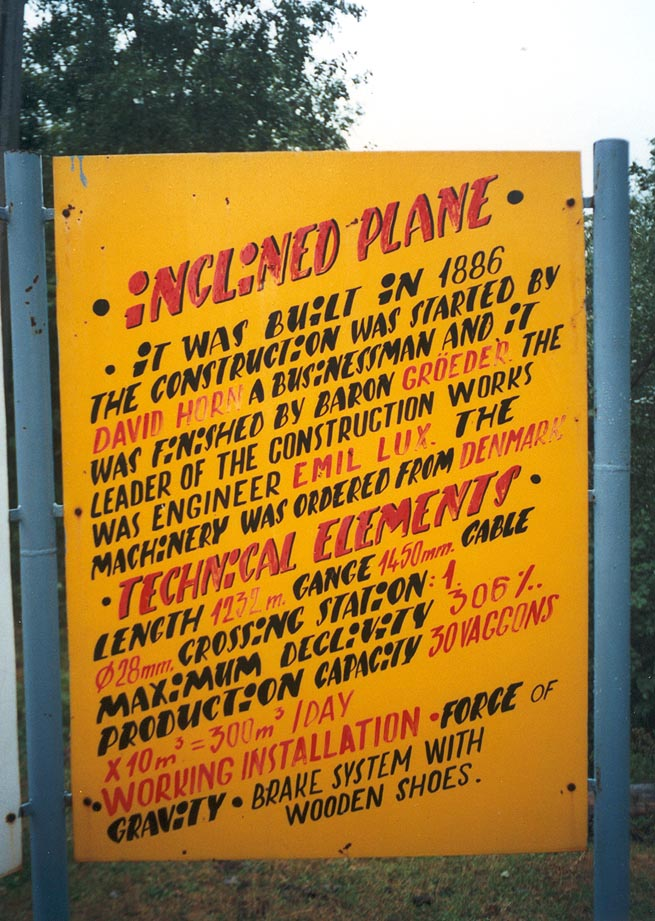
Caracteristici tehnice ale planului înclinat de la Valea Zânelor, stația inferioară (Șiclău jos)

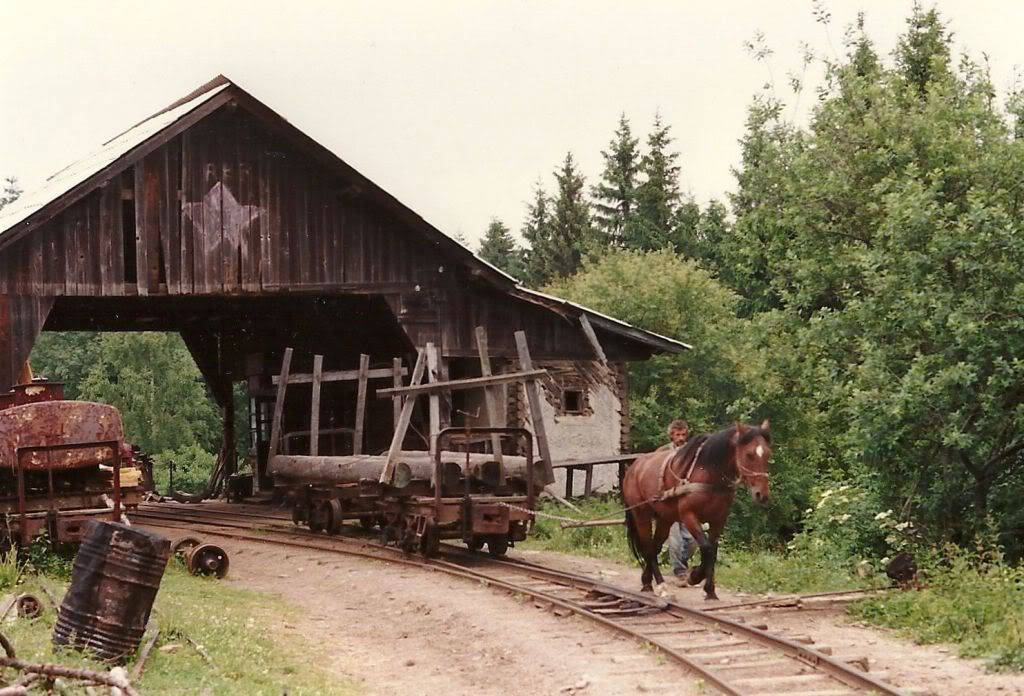
Planul înclinat de la Valea Zânelor stația superioară (Șiclău sus), 1994. Manevrare vagonet cu ajutorul cailor

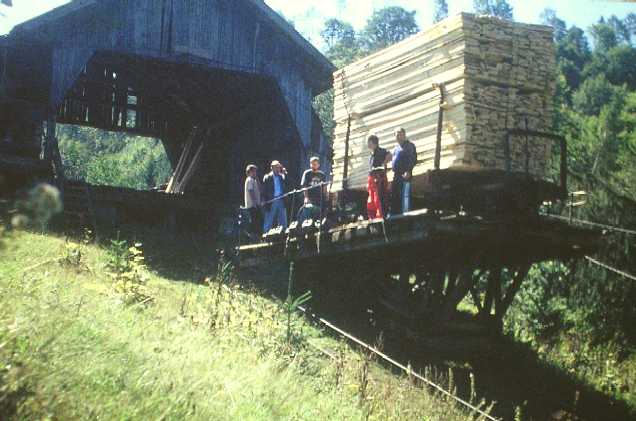
Planul înclinat de la Valea Zânelor, stația superioară (Șiclău sus), vara anului 1996

Rețeaua feroviară a fost concepută în așa fel încât mai fiecare bazin hidrografic era străbătut de doua „magistrale”: una pe firul văii și o a doua pe versanții respectivi, trecând adesea în bazinele hidrografice învecinate prin intermediul șeilor munților. Pentru optimizarea costurilor și a timpilor de transport, cele două „magistrale” erau conectate prin „planuri înclinate”, instalații pasive de transport în pantă (oblic) cu ajutorul scripeților. Exemple de astfel de „planuri înclinate” sunt Goru, Bota, Năruja I și II. 

### Planul înclinat de la Valea Zânelor (Șiclăul)
În 1890 a fost inaugurat Planul înclinat de la Valea Zânelor (muntele Sisak), la un an de la punerea efectivă în funcțiune. În regiune este cunoscut precum „Șiclăul”, transpunere fonetică a substantivului maghiar „Sikló” (funicular). Acesta a fost proiectat de către inginerii Emil Lux și Tunszky, asigurând legătura între Valea Zânelor (Subșiclău) și Comandău. Practic, acesta a fost singurul mijloc de transport dintre cele localități până în anii '70, când a fost definitivat drumul forestier.
Instalația - complet ecologică - a fost realizată cu componente produse de firma vieneză Obach. Caracteristicile sale tehnice sunt:
- ecartament 1435 (1450) mm
- lungime de 1236 m
- altitudine de la 686 m la 1013 m, diferență de nivel de 327 m
- pantă medie 274‰, pantă maximă 306‰
- cablu de tracțiune cu diametrul de 28 mm.

Șiclăul de la Valea Zânelor a fost folosit în perioada 1892-1995, zilnic transportându-se aproximativ 30 de vagonete (un transport dura aproximativ 20 de minute), fiecare având o capacitate de 10 m3 de material lemnos. Urcarea și coborârea celor două platforme se realiza numai cu ajutorul forței gravitaționale, în baza diferenței de greutate. Unica sursă externă de energie folosită era constituită de către caii ce manevrau micile vagoane din stațiile situate la extremitățile planului înclinat, până pe liniile de unde erau preluate de locomotivele cu abur. Macheta acestui monument tehnic excepțional a fost prezentată la expoziția universală din 1896 și poate fi văzută la muzeul MÁV Vasuttorteneti Park - Budapesta.
În 1995, odată cu catastrofalele doborâturi de copaci din zona Covasnei, a fost afectat și planul înclinat, dar nu îndeajuns cât să fie distrus. La 17 mai 1997 cabina de comandă din partea superioară a fost distrusă într-un incendiu ce a cuprins și pădurea din jur. Datorită intervenției și ajutorului celor care au lucrat la Șiclău, cabina a fost reconstruită, iar planul înclinat a fost restaurat și a funcționat în continuare până în 1999, când a fost trecut în conservare.

### Situația actuală

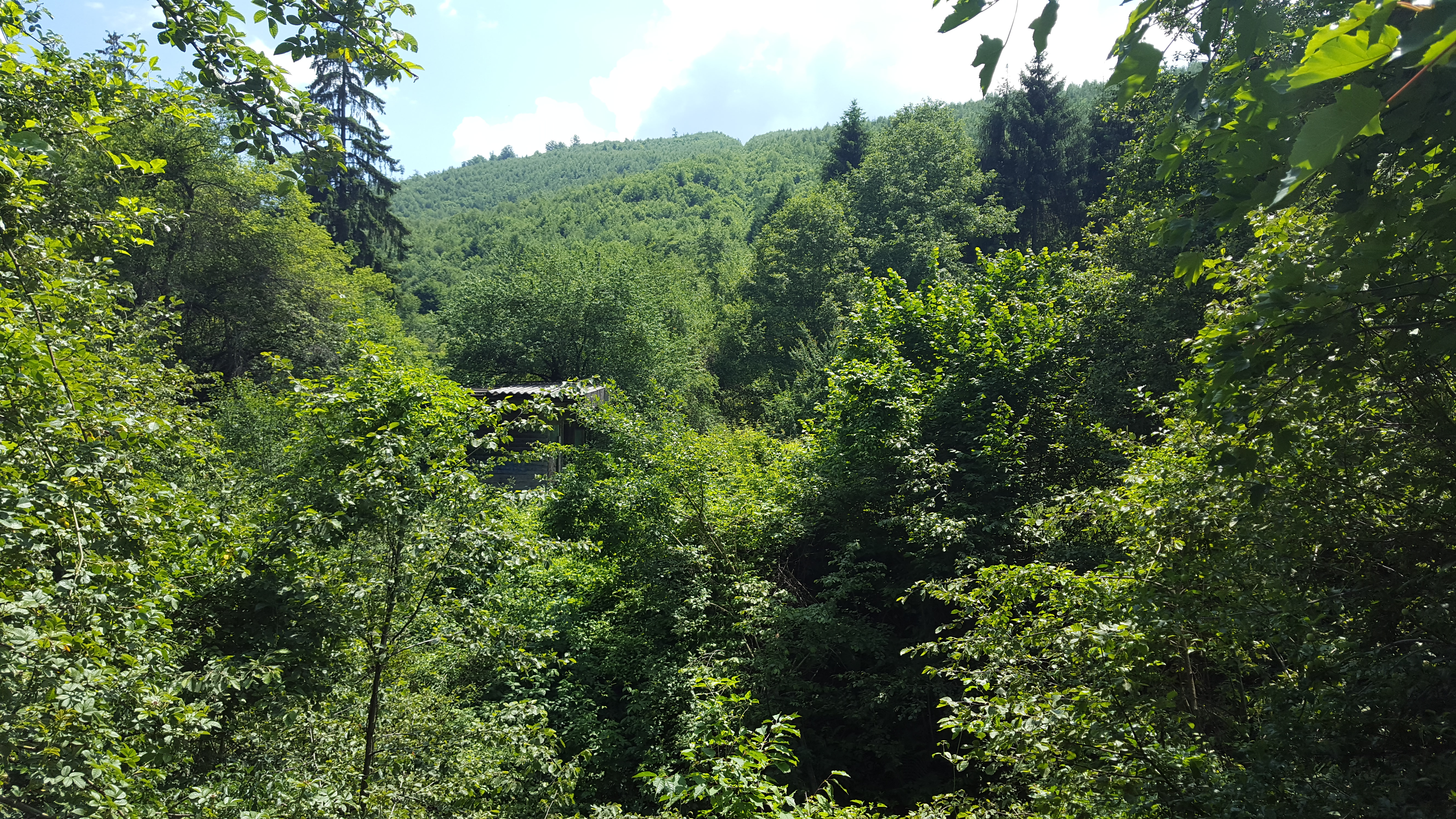
Planul înclinat de la Valea Zânelor, stația superioară (Șiclău sus), vara anului 2018

Ansamblul tehnic „Planul înclinat de la Comandău" este un monument tehnic clasat, având codul CV-II-a-A-13195. Conform Asociației A.R.A. (Arhitectură. Restaurare. Arheologie), după încetarea activității Brafor S.A. 
„... o parte a materialului rulant (vagoane și 7 locomotive cu abur, toate clasate ca bunuri de patrimoniu cultural, categoria „Tezaur") a fost retras în remizele de la Covasna și Comandău, ansamblul „Planul înclinat” fiind lăsat în părăsire, urmare a concedierii personalului de exploatare, întreținere și pază.
În acest context, pe fondul dezinteresului societății proprietare, a firmei lichidatoare, S.C. CONTEXPERT S.P.R.L. din Bacău, a administrației locale și a poliției din zonă pentru conservarea, protejarea, paza și valorificarea obiectivului, acesta a fost supus unui proces de degradare accentuată.
Astfel, din stațiile de încărcare-descărcare de la cele două capete ale planului au dispărut cabluri, scripeți, roți dințate, axe, cărucioare de transport, contragreutăți, șine etc. Au fost sustrase sau acoperite cu pământ șinele pe mai mulți kilometri. S-au furat acele (macazurile), au fost grav deteriorate clădirile anexe, vagoanele care nu au fost retrase în remize au fost tăiate și duse la fier vechi.
Au existat unele intenții ale Consiliului Județean Covasna și ale consiliilor locale din cele două localități pe raza cărora se află ansamblul de trecere în patrimoniul lor a unor părți de ansamblu, cu intenția declarată de exploatare turistică, nefinalizate însă.
Având în vedere starea deplorabilă a ansamblului și faptul că terenurile pe care este amplasat acesta este revendicat de urmași ai foștilor proprietari în baza Legii nr. 247/2005, există posibilitatea ca pe baza Ordinului Ministrului Culturii și Cultelor nr. 2260/2008 acesta să fie declasat și dezafectat complet.”

## Locomotive folosite de-a lungul timpului
| Număr de înmatriculare | Producător          | Cazan | Anul construcției | Mențiuni                                                                                            | În funcțiune pe linie |
| ---------------------- | ------------------- | ----- | ----------------- | --------------------------------------------------------------------------------------------------- | --------------------- |
| 763 208                | Krauss&Co., München | 4254  | 1900              | transferată la CFF Onești - Scutaru                                                                 | ?                     |
| 763 247                | Krauss&Co., München | 6968  | 1916              | construită la comanda lui B. Avenarius din Varșovia (17 martie 1914) pentru S.G Sumski/ Machnowicze | 1999                  |

## Conexiunea cu rețeaua CFF de la Nehoiu
Una dintre cele mai importante concurențe pentru „Ardeleana” o reprezenta firma austriacă P.&C. Götz&Co.), care și-a întemeiat fabrica din Nehoiu în 1907. După 1918, activele P.&C. Götz&Co au devenit proprietatea corporației italiano-române „Foresta” (redenumită în 1930 „Societatea Anonimă pentru Exploatare de Păduri și Ferestrae cu Vapori”). 
În ciuda relațiilor tensionate, cele două rețele de linii forestiere (de altfel foarte apropiate, distanța dintre punctele de joncțiune fiind uneori de doar 50-100 m) au fost conectate în timpul Primului Război Mondial, probabil din motive strategice. A existat cel puțin un punct de joncțiune (dacă nu cumva două). Astfel, calea ferată forestieră a scăpat de la distrugere. În plus, după 1945, secțiile Nehoiu și Comandău, împreună cu liniile de exploatare, au aparținut de aceeași societate pentru o scurtă perioadă de timp.

## Calea ferată Covasna–Comandău în cinematografia română
- Șiclăul de la Valea Zânelor apare în filmul Fructe de pădure (1983) al lui Alexandru Tatos.
- Filmul Profetul, aurul și ardelenii (1978) a lui Dan Pița fost filmat (și) la Comandău, locomotiva Krauss CFF 763-247 apărând în câteva scene.

## Legăturiexterne
- Calea ferată forestieră Covasna-Comandău - istoric
- Calea ferată forestieră Covasna-Comandău - materialul rulant
- De la Covasna până la Năruja pe calea ferată forestieră de odinioară
- Planul înclinat de la Comandău - cum a dispărut un unicat
- The Siclau Incline
- Planul inclinat de la Comandau, Covasna, cale ferata ingusta (Narrowgauge trains in Romania), Trainz Romania, 2012, youtube.com
- Un unicat tehnic distrus de nepăsare - planul înclinat de la Comandău